# Kirjat Motzkin
Kirjat Motzkin (Hebreeuws: קִרְיַת מוֹצְקִין , Arabisch: كريات موصقين ) is een stad in Israël. Het ligt in het district Haifa, 8 km ten noorden van Haifa.